# Státní znak Jižní Koreje
Státní znak Jižní Koreje, zvaný Naramunjang nebo také Gukjang, je tvořen symbolem t'aeguk (který je i na vlajce), obklopený pěti zlatými okvětními lístky korejské národní květiny ibišku syrského, korejsky zvaným Mugunghwa (latinsky Hibiscus syriacus). Emblém je asi ze dvou třetin obklopen stříbrnou, dvakrát přeloženou stuhou s konci ve tvaru vlaštovčího ocasu. Prostřední část stuhy v dolní části je modrá, se stříbrným nápisem v korejském písmu. Nápis je Tehan minguk (대한민국) (česky Korejská republika). Prezidentskou vyhláškou z roku 2013 byly stanoveny barvy emblému: v systému Pantone je červená barva 186c a modrá 294c.
Květem ibišku se v Koreji vítají hosté. Na znaku symbolizuje přání brzkého sjednocení obou korejských států.

## Historie
Roku 1392 vystřídala posledního krále Korja dynastie Čoson (Ri) a roku 1393 vznikl Velký čosonský stát. Tato dynastie užívala na vlajkách starý žluto-bílý symbol kosmu um-yang (čínsky yin-yang). Tento symbol kosmu vyjadřoval dualismus vesmíru, dokonalou harmonií, rovnováhu mezi protiklady a neustálý pohyb ve sféře nekonečna (není obrázek).
V roce 1882 byla schválena první korejská vlajka, jejímž ústředním motivem byl kruhový, červeno-modrý piktogram. Státní znak císařství Velký Han nebyl zaveden, jeho funkci plnil právě tento emblém. Piktogram symbolizoval základní krédo buddhismu, vycházející z jednoty protikladů. Uzavřený kruh (t‘aeguk) představoval absolutno, červená (yang) a modrá (um) část představovala filozofické kategorie: duch-hmota, dobro-zlo, den-noc, muž-žena nebo klad-zápor.
Někdy kolem roku 1900 se statní emblém zjednodušil. Symbol ve tvaru obráceného písmene S (podobný symbolu Jin a jang) byl svisle dělený, vlevo červený, vpravo modrý. Od roku 1905 byla Korea japonským protektorátem.

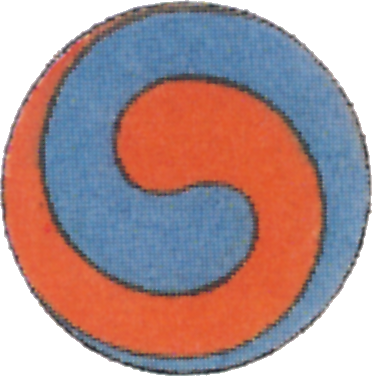
Korejský emblém (1882–~1900)
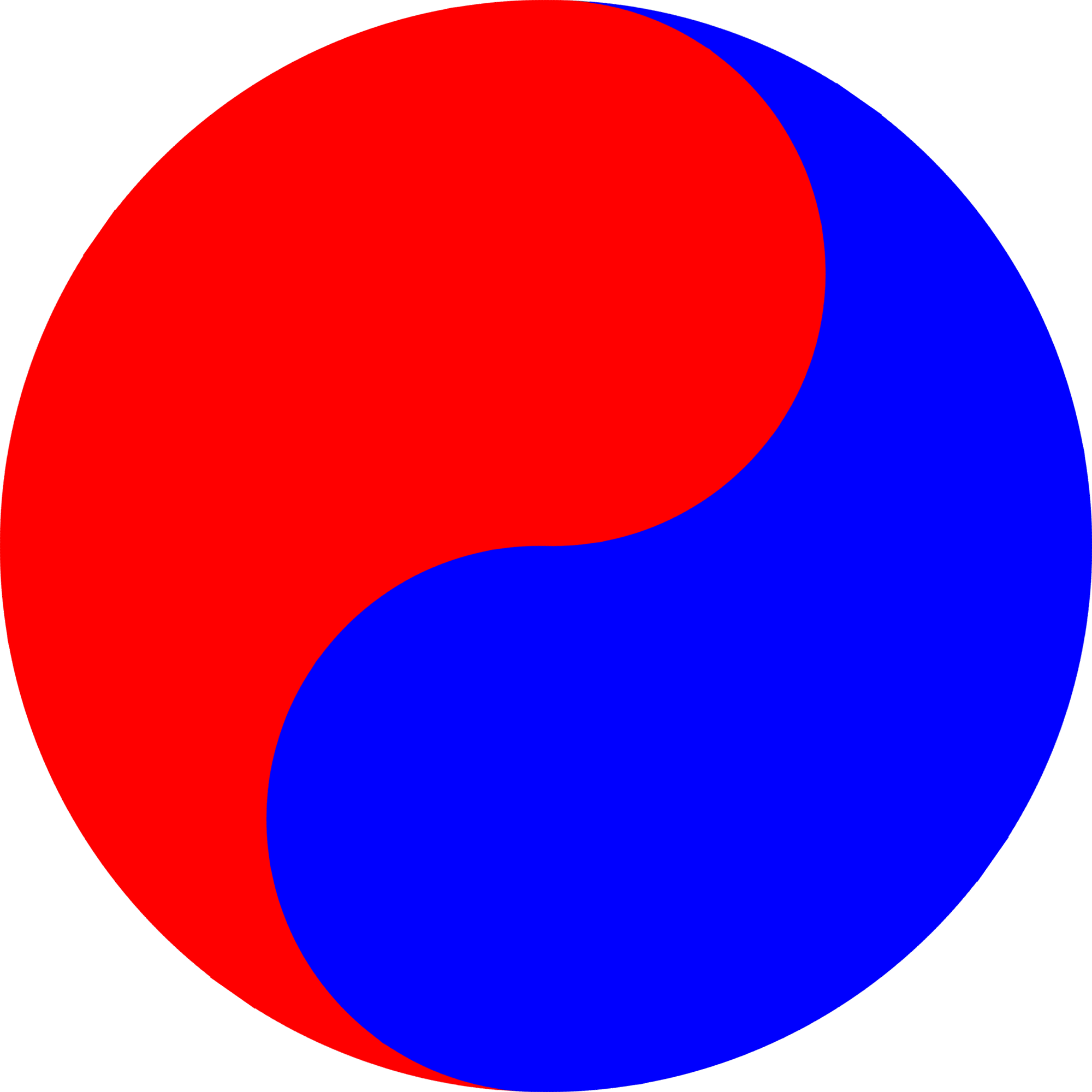
Korejský emblém (~1900–1905)

V roce 1948, po vyhlášení Korejské republiky v jižní části Korejského poloostrova, začaly být vyvěšovány (kromě již zmíněných) i varianty vlajek se symbolem t'aeguk s horizontálním dělením (horní část červená, dolní modrá). Emblém s horizontálním dělením byl na vlajce schválen v roce 1949. Protože nebyl zaveden žádný státní znak, plnil jeho funkci již od roku 1946 tento emblém, lemovaný bílým mezikružím a obklopený čtyřmi černými trigramy. Na obrázku jsou (oproti zdroji) místo krátkých čar trigramů dlouhé, do kruhových oblouků.

Korejský emblém (od roku 1949)
Varianta korejského emblému (1946–1963)

10. prosince 1963 byl zaveden první státní znak (v korejštině Národní emblém), zvaný Naramunjang nebo také Gukjang, který platí dodnes.

## Zákony
V Nařízení o národním emblému z roku 1963 je v článku č. 3 popsáno použití znaku:
- Úřední dokumenty zasílané zahraničním nebo mezinárodním institucím
- Osvědčení pro vládní úředníky
- Medaile a jiné dekorace
- Prezidentská ocenění
- Veřejné průkazy totožnosti a doklady
- Diplomy vysokých škol
- Vládní plavidla a letadla
- Bankovky a mince
- Určené zařízení a zboží
- Diplomatické mise